# Çörek

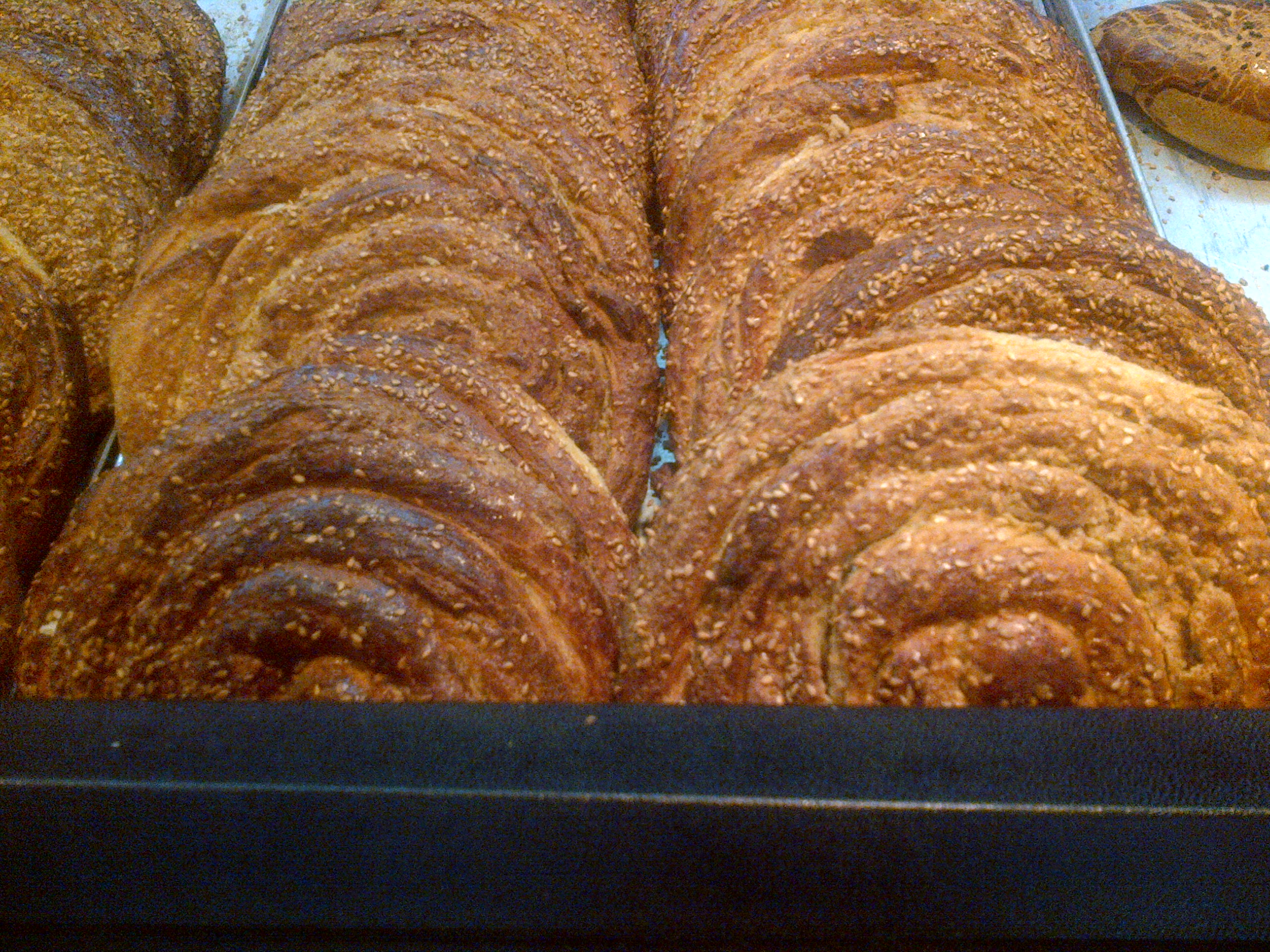
Tahinli çörek o çörek con tahina en la vitrina de Hacı Bekir, afamado productor de dulces turcos, en Kadıköy, Estambul.

El Çörek es un producto de pastelería de la cocina turca hecho a base de harina de trigo, levadura, mantequilla o aceite y huevos. Tiene variedades dulces y saladas.

## Etimología
Çörek es una palabra procedente del idioma turco preotomano que literalmente significa 'pan'. La más antigua referencia al çörek en textos turcos es del año 1070. El término ha sido adoptado y tiene equivalentes en muchos países del entorno del Imperio otomano, como tsoureki en griego o choreg en armenio.

## Variedades

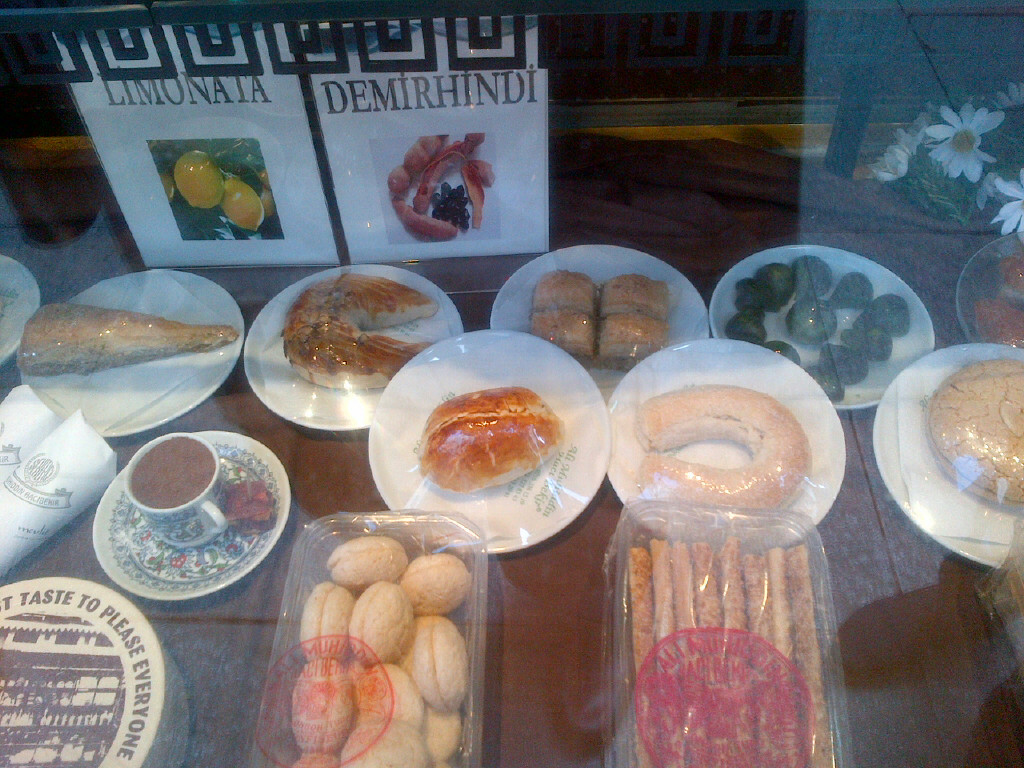
Dos variedades de Ay çöreği y otros productos tradicionales, dulces y salados, de la panadería turca en Estambul.

En Turquía se hacen muchos tipos de çörek. Los más conocidos son haşhaşlı çörek, tahinli çörek, ay çöreği y paskalya çöreği. Las variedades dulces son generalmente adornadas con lonchas finas de almendras y las saladas con semillas de nigella o çörekotu, que literalmente significa 'hierba de pan' en idioma turco.

## Véase también

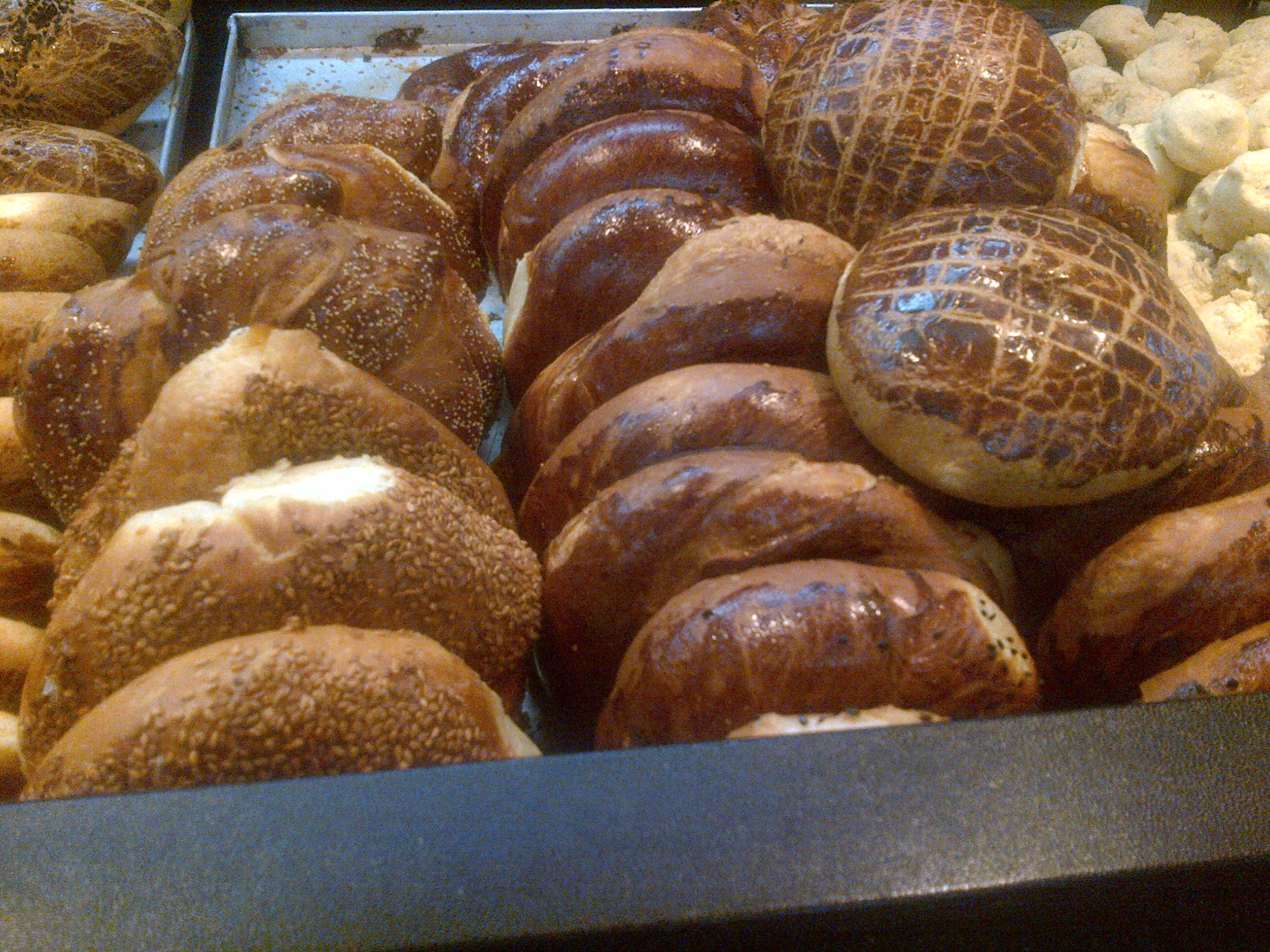
Variedades de "çörek" en una panadería turca de Ankara.

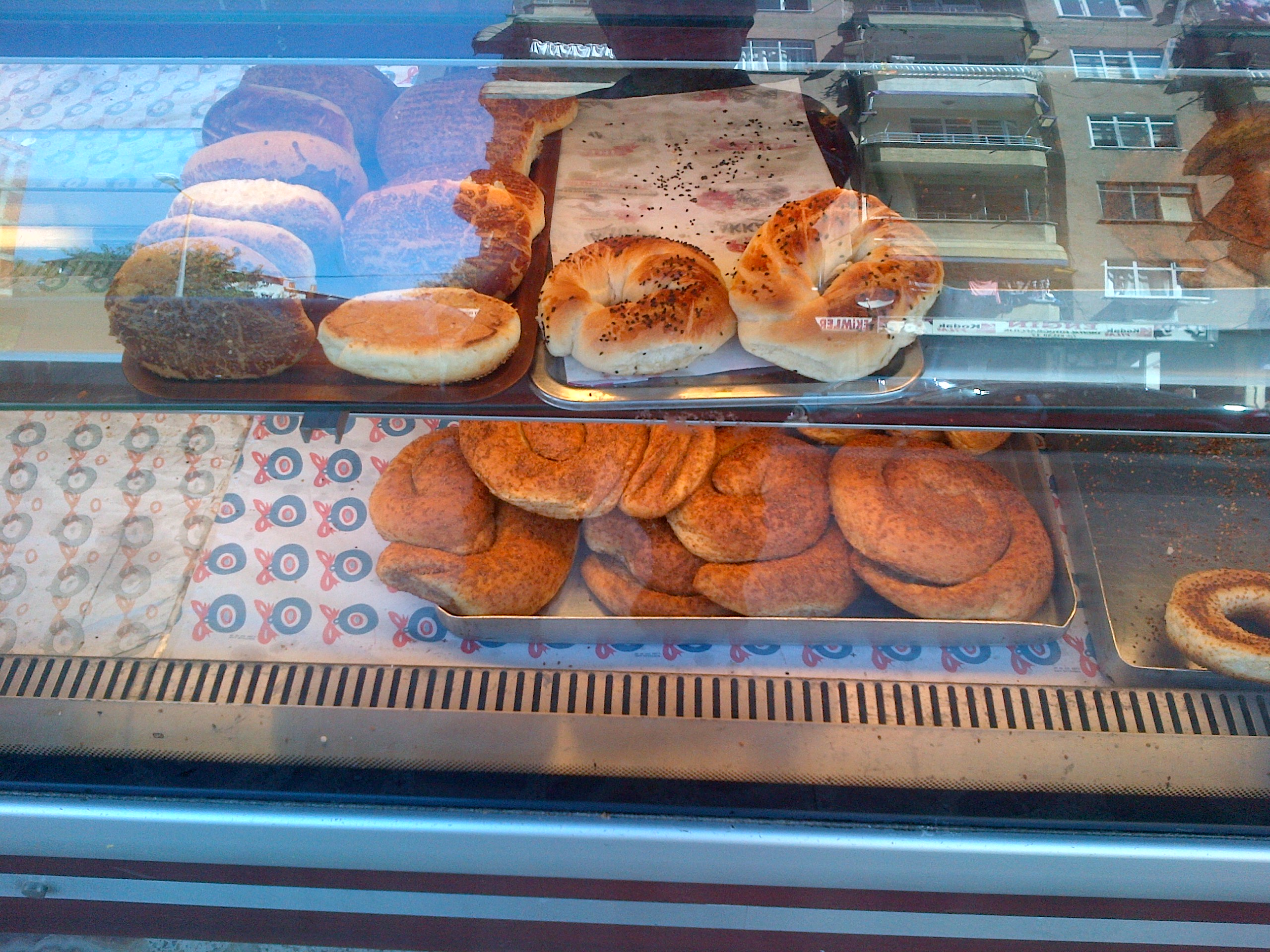
"Açma" (léase achmá) es un bollo turco ni dulce ni salado (las roscas de arriba).